# 59e cérémonie des British Academy Film Awards
Pour la cérémonie des BAFTAs récompensant la télévision, voir la 53e cérémonie des British Academy Television Awards.
La 59e cérémonie des British Academy Film Awards, organisée par la British Academy of Film and Television Arts, s'est déroulée le 19 février 2006 à l'Odeon Leicester Square et a récompensé les films sortis en 2005.

## Palmarès

### Meilleur film
- Le Secret de Brokeback Mountain (Brokeback Mountain)
  - Truman Capote (Capote)
  - Collision (Crash)
  - The Constant Gardener
  - Good Night and Good Luck

### Meilleur film britannique
Alexander Korda Award.
- Wallace et Gromit : Le Mystère du lapin-garou (Wallace & Gromit: The Curse of the Were-Rabbit)
  - Tournage dans un jardin anglais  (A Cock and Bull Story)
  - Festival
  - The Constant Gardener
  - Orgueil et Préjugés (Pride & Prejudice)

### Meilleur réalisateur
David Lean Award.
- Ang Lee pour Le Secret de Brokeback Mountain (Brokeback Mountain)
  - George Clooney pour Good Night and Good Luck
  - Paul Haggis pour Collision (Crash)
  - Fernando Meirelles pour The Constant Gardener
  - Bennett Miller pour Truman Capote (Capote)

### Meilleur acteur
- Philip Seymour Hoffman pour le rôle de Truman Capote dans Truman Capote (Capote)
  - Ralph Fiennes pour le rôle de Justin Quayle dans The Constant Gardener
  - Heath Ledger pour le rôle d'Ennis del Mar dans Le Secret de Brokeback Mountain (Brokeback Mountain)
  - Joaquin Phoenix pour le rôle de Johnny Cash dans Walk the Line
  - David Strathairn pour le rôle d'Edward R. Murrow dans Good Night and Good Luck

### Meilleure actrice
- Reese Witherspoon pour le rôle de June Carter dans Walk the Line
  - Judi Dench pour le rôle de Laura Henderson dans Madame Henderson présente (Mrs. Henderson Presents)
  - Charlize Theron pour le rôle de Josey Aimes dans L'Affaire Josey Aimes (North Country)
  - Rachel Weisz pour le rôle de Tessa Quayle dans The Constant Gardener
  - Zhang Ziyi pour le rôle de Chiyo Sakamoto / Sayuri Nitta dans Mémoires d’une geisha (Memoirs of a Geisha)

### Meilleur acteur dans un second rôle
- Jake Gyllenhaal pour le rôle de Jack Twist dans Le Secret de Brokeback Mountain (Brokeback Mountain)
  - Don Cheadle pour le rôle de Graham Waters dans Collision (Crash)
  - Matt Dillon pour le rôle de John Ryan dans Collision (Crash)
  - George Clooney pour le rôle de Fred W. Friendly  dans Good Night and Good Luck
  - George Clooney pour le rôle de Bob Barnes dans Syriana

### Meilleure actrice dans un second rôle
- Thandie Newton pour le rôle de Christine Thayer dans Collision (Crash)
  - Brenda Blethyn pour le rôle de Mrs. Bennet dans Orgueil et Préjugés (Pride & Prejudice)
  - Catherine Keener pour le rôle de Nelle Harper Lee dans Truman Capote  (Capote)
  - Frances McDormand pour le rôle de Glory Dodge dans L'Affaire Josey Aimes (North Country)
  - Michelle Williams pour le rôle d'Alma Beers dans Le Secret de Brokeback Mountain (Brokeback Mountain)

### Meilleur scénario original
- Collision  (Crash) – Paul Haggis et Robert Moresco
  - De l'ombre à la lumière (Cinderella Man) – Akiva Goldsman et Cliff Hollingsworth
  - Good Night and Good Luck – George Clooney et Grant Heslov
  - Hotel Rwanda – Terry George et Keir Pearson
  - Madame Henderson présente  (Mrs. Henderson Presents) – Martin Sherman

### Meilleur scénario adapté
- Le Secret de Brokeback Mountain (Brokeback Mountain) – Diana Ossana et Larry McMurtry
  - Truman Capote (Capote) – Dan Futterman
  - The Constant Gardener – Jeffrey Caine (en)
  - A History of Violence – Josh Olson
  - Orgueil et Préjugés (Pride & Prejudice) – Deborah Moggach

### Meilleure direction artistique
- Harry Potter et la Coupe de feu (Harry Potter and the Goblet of Fire) – Stuart Craig
  - Batman Begins – Nathan Crowley
  - Charlie et la Chocolaterie (Charlie and the Chocolate Factory) – Alex McDowell
  - King Kong – Grant Major
  - Mémoires d'une geisha (Memoirs of a Geisha) – John Myhre

### Meilleurs costumes
- Mémoires d'une geisha (Memoirs of a Geisha)
  - Charlie et la Chocolaterie (Charlie and the Chocolate Factory)
  - Madame Henderson présente (Mrs. Henderson Presents)
  - Le Monde de Narnia : Le Lion, la Sorcière blanche et l'Armoire magique (The Chronicles of Narnia: The Lion, the  Witch and the Wardrobe) – Isis Mussenden
  - Orgueil et Préjugés  (Pride & Prejudice)

### Meilleurs maquillages et coiffures
- Le Monde de Narnia : Le Lion, la Sorcière blanche et l'Armoire magique (The  Chronicles of Narnia: The Lion, the Witch and the Wardrobe) – Howard Berger, Nikki Gooley et Greg Nicotero
  - Charlie  et la Chocolaterie (Charlie and the Chocolate Factory)
  - Harry Potter et la Coupe de feu (Harry Potter and the Goblet of Fire)
  - Mémoires d'une geisha (Memoirs of a Geisha)
  - Orgueil et Préjugés  (Pride & Prejudice)

### Meilleure photographie
- Mémoires d'une geisha (Memoirs of a Geisha) – Dion Beebe
  - Le Secret de Brokeback Mountain (Brokeback Mountain) – Rodrigo Prieto
  - The Constant Gardener – César Charlone
  - Collision (Crash) – J. Michael Muro
  - La Marche de l'empereur – Laurent Chalet et Jérôme Maison

### Meilleur montage
- The Constant Gardener – Claire Simpson
  - Collision (Crash) – Hughes Winborne
  - Le Secret de Brokeback Mountain (Brokeback Mountain) – Geraldine Peroni et Dylan Tichenor
  - Good Night and Good Luck – Stephen Mirrione
  - La Marche de l'empereur – Sabine Emiliani

### Meilleurs effets visuels
- King Kong
  - Batman Begins – Janek Sirrs, Dan Glass, Chris Corbould et Paul J. Franklin
  - Le Monde de Narnia : Le Lion, la Sorcière blanche et l'Armoire magique (The  Chronicles of Narnia: The Lion, the Witch and the Wardrobe) – Jim Berney, Scott Farrar, Bill Westenhofer et Dean Wright
  - Charlie  et la Chocolaterie (Charlie and the Chocolate Factory)
  - Harry Potter et la Coupe de feu (Harry Potter and the Goblet of Fire)

### Meilleur son
- Walk the Line
  - Batman Begins
  - The Constant Gardener
  - Collision (Crash)
  - King Kong

### Meilleure musique de film
Anthony Asquith Award
- Mémoires d'une geisha (Memoirs of a Geisha) – John Williams
  - Le Secret de Brokeback Mountain (Brokeback Mountain) – Gustavo Santaolalla
  - The Constant Gardener – Alberto Iglesias
  - Madame Henderson présente (Mrs. Henderson Presents) – George Fenton
  - Walk the Line – T-Bone Burnett

### Meilleur film en langue étrangère
- De battre mon cœur s'est arrêté •  France (en français)
  - Le Grand Voyage •  France/ Maroc (en français, arabe)
  - Joyeux Noël •  France/ Allemagne (en français, allemand)
  - Crazy Kung-Fu (功夫) •  Hong Kong (en cantonais, mandarin)
  - Mon nom est Tsotsi (Tsotsi) •  Afrique du Sud (en  afrikaans, anglais, zoulou)

### Meilleur court-métrage
- Antonio's Breakfast – Daniel Mulloy
  - Call Register – Ed Roe
  - Heavy Metal Drummer – Toby MacDonald et Luke Morris
  - Heydar, yek Afghani dar  Tehran – Babak Jalali
  - Lucky – Avie Luthra

### Meilleur court-métrage d'animation
- Fallen Art (Sztuka spadania) – Tomek Baginski
  - Film Noir – Osbert Parker
  - Kamiya tsûshin – Sumito Sakakibara
  - Rabbit – Run Wrake
  - The Mysterious Geographic Explorations of Jasper Morello – Anthony Lucas

### Meilleur nouveau scénariste, réalisateur ou producteur britannique
Carl Foreman Award.
- Joe Wright (réalisateur) – Orgueil et Préjugés (Pride & Prejudice)
  - Richard Hawkins (réalisateur) – Everything
  - Annie Griffin (réalisateur/producteur) – Festival
  - David Belton (producteur) – Shooting Dogs
  - Peter Fudakowski (producteur) – Mon nom est Tsotsi (Tsotsi)

### Meilleure contribution au cinéma britannique
Michael Balcon Award.
- Chuck Finch et Billy Merrell

### Rising Star Award
Meilleur espoir. Résulte d'un vote du public.
- James McAvoy
  - Chiwetel Ejiofor
  - Gael García Bernal
  - Rachel McAdams
  - Michelle Williams

### Fellowship Award
Prix d'honneur de la BAFTA, récompense la réussite dans les différentes formes du cinéma.
- Ken Loach
- David Puttnam

## Récompenses et nominations multiples

### Nominations multiples

#### Films
10  : The Constant Gardener
 9  : Le Secret de Brokeback Mountain, Collision
 6  : Mémoires d’une geisha, Orgueil et Préjugés, Good Night and Good Luck
 5  : Truman Capote
 4  : Walk the Line, Charlie et la Chocolaterie,  Madame Henderson présente
 3  : Harry Potter  et la Coupe de feu,  King Kong,  Le Monde de Narnia : Le Lion, la Sorcière blanche et l'Armoire magique, Batman Begins
 2  : L'Affaire Josey Aimes,Festival, Mon nom est Tsotsi

#### Personnalités
4  : George Clooney
 2  : Paul Haggis

### Récompenses multiples
Légende : Nombre de récompenses/Nombre de nominations

#### Cinéma
4 / 9  : Le Secret de Brokeback Mountain
 3 / 6  : Mémoires d'une geisha
 2 / 4  : Walk the Line
 2 / 9  : Collision

### Les grands perdants
0 / 4  : Charlie et la Chocolaterie, Madame Henderson présente
 0 / 6  : Good Night and Good Luck
 1 / 10  : The Constant Gardener